# ТЕЦ Русе-Схід
ТЕЦ Русе-Схід — теплова електростанція в Болгарії у придунайському місті Русе.
В 1964-му на майданчику станції стали до ладу два блоки, кожен з яких мав котел типу 1В-220-96 продуктивністю 220 тонн пари на годину та теплофікаційну турбіну ПТ-30-90/12/1.2 потужністю 30 МВт. У 1966 та 1971 роках додали ще два блоки, які мали котли типу 1В-365-139 продуктивністю 365 тонн пари на годину та конденсаційні турбіни К-110-130/33.6 потужністю по 110 МВт. Нарешті, в 1985-му ввели в експлуатацію ще два блоки, кожен з яких мав по два котли типу БКЗ-220-100Ж продуктивністю по 220 тонн пари на годину та теплофікаційну турбіну ПТ-60-90/13/1.2 потужністю 60 МВт.
Основне обладнання перших чотирьох блоків постачили з Чехії, тоді як для блоків 5 та 6 його доправили з СРСР — котли Барнаульського котельного заводу, турбіни Ленінградського металічного заводу та генератори Електросила.
Станція була розрахована на споживання імпортованого вугілля марки «Т».  Для розпалювання використовували мазут, а надалі після модернізації котлів 4 та 5 вони отримали можливість здійснювати розпалювання за допомогою природного газу (надходить до Русе через відгалуження від Північного газопровідного напівкільця).
Для видалення продуктів згоряння спорудили три димарі — один заввишки 100 метрів та два висотою по 180 метрів.
Видача продукції відбувається по ЛЕП, розрахованій на роботу під напругою 110 кВ.